# Forteresse de Verrua Savoia
La forteresse de Verrua Savoia est une forteresse probablement construite entre le dixième et le onzième siècle.

## Histoire
Située à la frontière entre la province de Turin et la province de Verceil, elle se trouvait autrefois à la frontière du duché de Savoie et du marquisat de Montferrat.

La forteresse a résisté à de nombreux sièges, y compris le français de 1704. Les Français réussirent à assiéger Verrua Savoia, mais cela permit aux Piémontais de se préparer à temps pour la bataille de Turin et de gagner,.

Le complexe de fortification a été démoli en 1707.